# 小田切光有
小田切 光有（おだぎり みつあり）は、戦国時代から江戸時代初期の武士。徳川氏家臣。

## 経歴・人物
浜松にて徳川家康に拝謁する。400石を賜い、家康が駿府に移る際、従う。のち徳川頼宣に仕える。寛永16年7月27日（1639年8月26日）紀伊国和歌山藩にて死す。